# Jaworzyna Śląska
Jaworzyna Śląska é um município da Polônia, na voivodia da Baixa Silésia e no condado de Świdnica. Estende-se por uma área de 4,34 km², com 5 164 habitantes, segundo os censos de 2017, com uma densidade de 1193,5 hab/km².